# Mr.BOO!
Mr.Boo! （ミスター・ブー）は、
1. ホイ兄弟によるコメディ香港映画『半斤八兩』の邦題。Mr.Boo!ミスター・ブーを参照。
2. ホイ兄弟による一連のコメディ香港映画の、日本における総称・シリーズ名。

本稿は後者について述べる。

## 概要
「Mr.Boo!」は、英領香港を舞台とする一連のナンセンス・コメディ現代劇映画である。マイケル・ホイが脚本・監督・主演を務め、準主役として実兄弟のサミュエル・ホイ、リッキー・ホイが出演。香港人のしたたかさ・たくましさや東西文化の軋轢を実経験や時事を取り入れて戯画化し、警察・政財界・黒社会などの権力を庶民の視点から笑いのめす、社会風刺的な作風を特徴とする。言語は広東語（香港語）。
香港無綫電視（TVB）のコント・バラエティ番組『雙星報喜（ホイブラザーズ・ショウ）』で人気を得、映画『大軍閥』（1972年）の主役に抜擢され俳優としても頭角を現したマイケルが、自身の制作プロダクション「許氏影業有限公司」を設立して企画し、ゴールデン・ハーベスト出資により共同製作したのが第一作『Mr.Boo!ギャンブル大将（原題：鬼馬雙星）』（1974年）。この作品は本国香港で年間興行収入トップの大ヒットを記録し、以降の作品もトップ争いの常連となる。この作品の大ヒットで、北京語での吹き替えを必要としていた香港映画界が、以後は広東語で作られるようになった。これを弾みにホイ兄弟は各々ほかの監督の作品にも主演してヒットさせ、ジャッキー・チェンと並ぶゴールデン・ハーベストの看板スターとして一時代を築いた。

## 日本におけるシリーズ化
ホイ兄弟の演じる役柄は似通っているものの、各作品はそれぞれ独立した企画であり、題名にも設定にも共通点はない。しかし、『半斤八兩』を『Mr.Boo!ミスター・ブー』の邦題で日本公開しヒットしたことから、配給元の東宝東和が他のホイ兄弟作品の邦題にも「Mr.Boo!」を冠し、シリーズものとして宣伝した。功を奏してこのシリーズ名は浸透し、監督・製作会社などの座組が異なるビデオリリース作品にも用いられている。
ミスター・ブーとは、具体的にはマイケル演じる主人公を指す（本来の役名は作品ごとに異なる）。この名称は、マイケルが当時の高木ブーに似ていたことと、タイトルに濁点を入れるとヒットするとのジンクスにあやかってつけられたとされる。
フジテレビ『ゴールデン洋画劇場』で放映されたマイケルの日本語吹き替えは、ほとんどを広川太一郎が担当。日本の視聴者向けにアレンジしたギャグを独特の口調で連発する“広川節”でミスター・ブーを怪演し、シリーズ人気に貢献した。

## シリーズ一覧

### Mr.Boo!／新Mr.Boo!
| 邦題                            | 原題       | 監督               | 本国公開   | 日本公開／発売 | 日本公開形式 | 備考                                |
| ------------------------------- | ---------- | ------------------ | ---------- | -------------- | ------------ | ----------------------------------- |
| Mr.Boo!ミスター・ブー           | 半斤八兩   | マイケル・ホイ     | 1976年     | 1979年2月      | 劇場・ビデオ | 第3作だが日本では1番目に劇場公開    |
| Mr.Boo!インベーダー作戦         | 賣身契     | マイケル・ホイ     | 1978年     | 1979年5月      | 劇場・ビデオ | 第4作だが日本では2番目に劇場公開    |
| Mr.Boo!ギャンブル大将           | 鬼馬雙星   | マイケル・ホイ     | 1974年     | 1979年12月     | 劇場・ビデオ | 第1作だが日本では3番目に劇場公開    |
| 新Mr.Boo!アヒルの警備保障       | 摩登保鑣   | マイケル・ホイ     | 1981年     | 1982年         | 劇場・ビデオ |                                     |
| 新Mr.Boo!鉄板焼                 | 鐵板燒     | マイケル・ホイ     | 1984年     | 1985年         | 劇場・ビデオ |                                     |
| 帰ってきたMr.Boo!ニッポン勇み足 | 智勇三寶   | ウー・マ           | 1985年     | 不明           | ビデオ       |                                     |
| 新Mr.Boo!お熱いのがお好き       | 歡樂叮噹   | マイケル・ホイ     | 1986年3月  | 不明           | ビデオ       |                                     |
| 新Mr.Boo!香港チョココップ       | 神探朱古力 | フイリップ・チャン | 1986年12月 | 1988年         | ビデオ       | 香港エンターテイメント映画祭で上映  |
| Mr.Boo!花嫁の父                 | 煎釀三寶   | 馬偉豪             | 2004年     | 2007年         | ビデオ       | 大阪アジアン映画祭2006で上映        |
| Mr.Boo!天才とおバカ             | 天才與白痴 | マイケル・ホイ     | 1975年     | 2013年         | ビデオ       | 第2作だが日本では38年後にビデオ発売 |

### Mr.Boo!を冠しないマイケル・ホイ主演コメディ
| 邦題                         | 原題       | 監督                     | 本国公開 | 日本公開／発売 | 日本公開形式   | 備考                                                                                        |
| ---------------------------- | ---------- | ------------------------ | -------- | -------------- | -------------- | ------------------------------------------------------------------------------------------- |
| ホンコン・フライド・ムービー | 雞同鴨講   | クリフトン・コウ         | 1988年   | 1992年         | ビデオ         | マイケル・ホイ電影スペシャル92で上映。『新Mr.Boo!香港グワグワコケコッコ戦争』の邦題でも流通 |
| ミスター・ココナッツ         | 合家歡     | クリフトン・コウ         | 1989年   | 1992年         | ビデオ         | マイケル・ホイ電影スペシャル92で上映                                                        |
| フロント・ページ             | 新半斤八兩 | フイリップ・チャン       | 1990年   | 1992年         | ビデオ         | マイケル・ホイ電影スペシャル92で上映                                                        |
| マジック・タッチ             | 神算       | 陳和楡                   | 1992年   | 不明           | ビデオ         |                                                                                             |
| いつも心の中に               | 搶錢夫妻   | ジェイコブ・C・L・チャン | 1993年   | 1994年         | ビデオ         |                                                                                             |
| -                            | 富貴人間   | 羅傑承                   | 1995年   | -              | 未公開・未発売 |                                                                                             |
| -                            | 創業玩家   | クリフトン・コウ         | 2000年   | -              | 未公開・未発売 |                                                                                             |

### その他
| 邦題                                       | 原題       | 監督             | 本国公開 | 日本公開／発売 | 日本公開形式 | 備考                                                   |
| ------------------------------------------ | ---------- | ---------------- | -------- | -------------- | ------------ | ------------------------------------------------------ |
| 新世紀Mr.Boo! ホイさま カミさま ホトケさま | 鬼馬狂想曲 | ワイ・カーファイ | 2004年   | 不明           | ビデオ       | ラウ・チンワン主演のオマージュ作品。マイケルも特別出演 |

## 音楽
シリーズの主題歌・挿入歌のほとんどを、歌手でもあるサミュエル・ホイが手がけている。
日本においては、『Mr.Boo!ミスター・ブー』の公開後、サミュエルの歌うサントラLP／EPレコードがポリドールより発売された。日本においてそれまで広東語の歌謡曲が販売されたことはなく、初の作品となった。主題歌『半斤八兩』のEPは売れ行きもよく、赤塚不二夫作詞の共作版も発売された。続く『Mr.Boo!インベーダー作戦』『Mr.Boo!ギャンブル大将』のサントラ盤も発売された。

## エピソード
- 東宝東和にとって『半斤八兩』は、『死亡遊戯』（1978年）の配給権のオマケについてきた作品にすぎなかった。そのままお蔵入りさせていたが、1979年、閑散期である2月の穴埋めに公開したところ予想外にヒットしたため、他のホイ兄弟作品も急遽配給することにした。香港と日本とで公開年や公開順が隔たっているのはこうした事情による。
- 『天才與白癡』（1975年）は、当時の作品としては唯一、日本では劇場公開もビデオリリースもされていなかった。しかし、2013年7月に『Mr.Boo!天才とおバカ』という邦題でDVD／ブルーレイソフトが発売され、38年越しの日本初上陸となった。不遇だった理由は明らかにされていないが、作品の舞台が精神病院だったために東宝東和が自主規制したものとみられている。この件についてマイケルは『映画秘宝』2005年11月号でのインタビューで不満を口にしている。
- 「Mr.Boo!」の名称は、香港を含め日本国外ではほぼ知られていない。ただし幾つかの作品には英語版の主人公名として採用されている。
- 『キャノンボール』（1980年）では劇場公開当時、英語音声でもマイケルの役名を「Mr.Boo」と称していたが、これは東宝東和により吹き替えられたもの。オリジナル版ではマイケルの役名は本名と同じだが、相棒役のジャッキー・チェンともども日本人という設定で、にもかかわらず広東語で話すなど不自然さが目立つがゆえの改変だった[2]。
- 2004年にラウ・チンワン主演による本シリーズへのオマージュ作品『鬼馬狂想曲』(邦題:新世紀Mr.Boo! ホイさま カミさま ホトケさま)が公開された。マイケルもノンクレジットで特別出演しており、日本語吹き替えを広川太一郎が担当した。
- 2005年の『Mr.Boo! DVD‐BOX』発売記念イベントにおいて、マイケルと広川太一郎とが初めて顔を合わせた。マイケルは「僕の役はちょっとみっともなくてどスケベでどケチな広川氏にピッタリ」と“絶賛”し、広川は「ずっと吹き替えしたせいか初めて会ったとは思えない」と述べた。
- マイケル、サミュエル、リッキーは俗に「ホイ三兄弟」と呼ばれることがある。演者として芸能活動をしていたのはこの3人だが、実際には次男のスタンリー、末妹のジュディを含む5人兄妹である（マイケルの前に生まれた長男もいたが早世したという）。スタンリーは一部の作品にちょい役でゲスト出演もしているが、制作やマネージャーなどの裏方が本業。ジュディは芸能活動に関わっていない。